# Saut en longueur
Le saut en longueur est une épreuve d'athlétisme consistant à couvrir la plus longue distance possible en sautant, avec de l'élan, à partir d'une marque fixe. Il était l'une des épreuves des Jeux olympiques antiques et est présent aux Jeux olympiques actuels. 

## Caractéristiques

### Déroulement

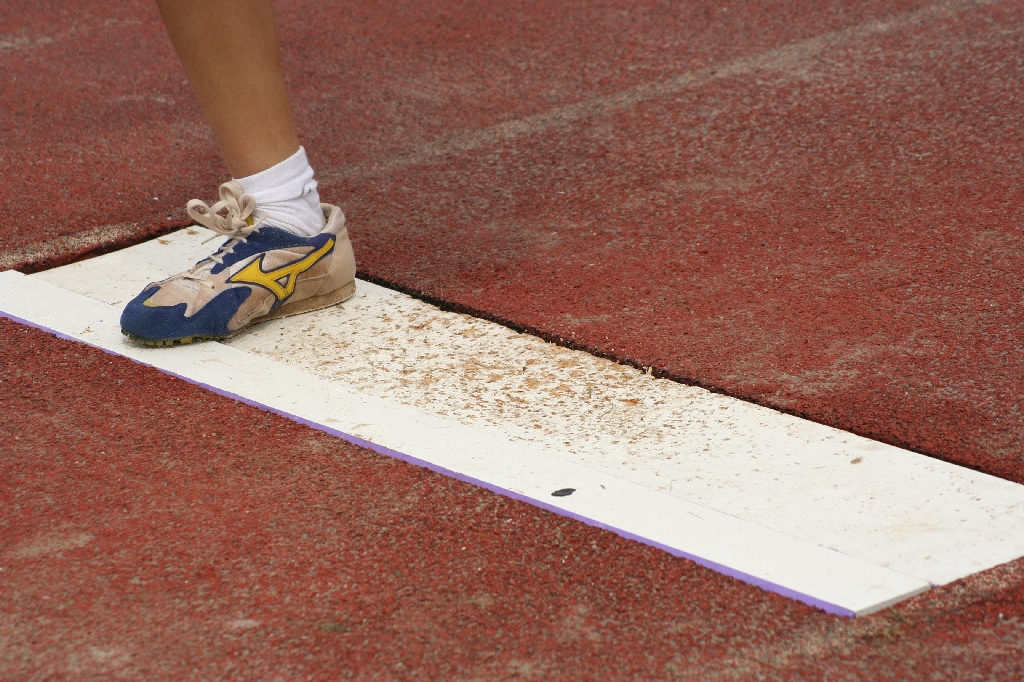
Planche d'appel d'un saut en longueur.

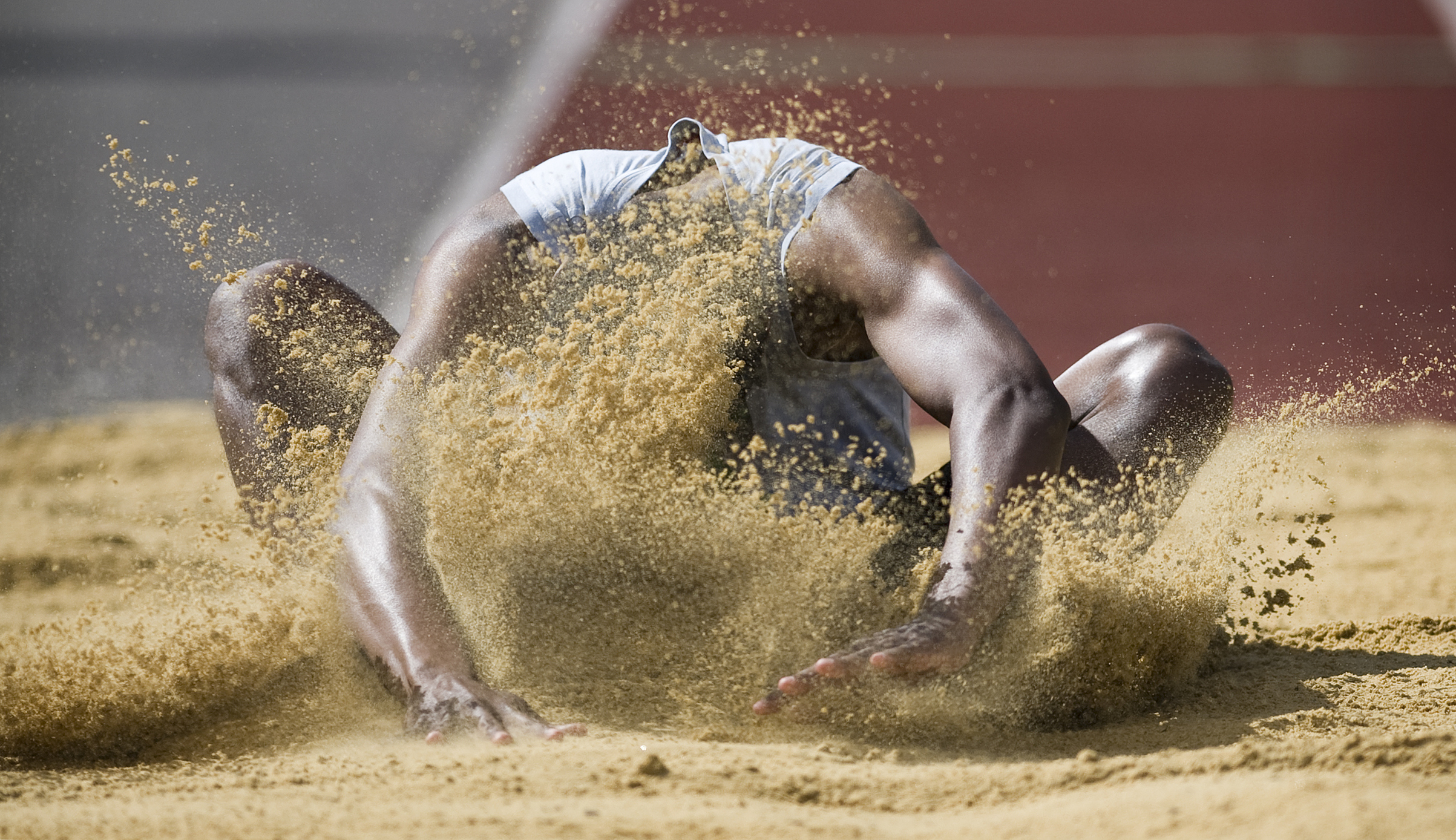
Saut en longueur à une compétition militaire inter-corps, au stade de Tidworth, Angleterre. Mai 2011.

Les athlètes se lancent dans une course d'élan sur une piste rectiligne de 40 mètres, prennent une impulsion sur leur meilleur pied (ou pied d'appel) juste avant une surface en plasticine, et sautent pour atterrir le plus loin possible dans un bac à sable. Le point de chute est déterminé par la marque la plus proche de la planche d'appel laissée par le sauteur dans le sable. Le juge mesure la distance entre la ligne blanche de la planche d'appel et le point de chute, en arrondissant au centimètre inférieur. L'athlète qui touchera la plasticine positionnée juste après la planche d'appel et qui aura donc dépassé la ligne d'appel ne verra pas son saut mesuré. On dit qu'il a mordu. Plusieurs sauts mordus et donc non mesurés ont atteint les 9 m, mais sachant qu'un pied de taille 45 fait environ 30 cm, ces sauts ne mesurent pas plus de 8,80 m-8,90 m. Les concurrents ont généralement trois essais auxquels viennent s'ajouter trois essais supplémentaires pour les finalistes (en principe les huit premiers). Le gagnant est celui qui a réalisé le plus long saut mesuré. En cas d'égalité, on départage les sauteurs en prenant en considération le second meilleur saut effectué.
La vitesse de course au moment de l'impulsion est déterminante, c'est pourquoi de nombreux sprinteurs réalisent de bons résultats en saut en longueur. Le sprinteur Carl Lewis s'est ainsi également brillamment distingué au saut en longueur (4 médailles d'or aux Jeux olympiques : 1984, 1988, 1992 et 1996).

### Aspects techniques
La longueur minimale de la piste d'élan est de 40 mètres, la longueur maximale étant illimitée. Un concurrent peut placer ses propres marques sur la piste d'élan. La planche d'appel doit obligatoirement mesurer de 1,21 m à 1,22 m de long, 198 à 202 mm de large et 100 mm d'épaisseur. La largeur de la zone de chute doit être d'au moins 2,75 m.

## Historique

### Hommes

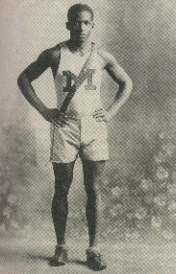
L'Américain DeHart Hubbard

Vainqueur des Jeux olympiques de Paris en 1924, et titré six fois consécutivement lors des championnats des États-Unis dans les années 1920, DeHart Hubbard est considéré par les spécialistes comme le premier grand sauteur en longueur de l'ère moderne. Premier athlète noir à s'imposer au plus haut niveau international, il établit le 13 juin 1925 à Chicago, un nouveau record du monde de la discipline avec 7,89 m, améliorant la précédente meilleure marque de son compatriote Robert LeGendre de sept centimètres. 
Le 25 mai 1935, lors de la réunion d'Ann Arbor, le sprinteur américain Jesse Owens améliore de quinze centimètres le record du monde du Japonais Chuhei Nambu en réalisant 8,13 m lors de son unique saut, devenant ainsi le premier athlète à franchir la limite des huit mètres. Il s'impose l'année suivante lors des Jeux olympiques de Berlin avec un saut à 8,06 m. 
Le 12 août 1960, Ralph Boston saute à 8,20 m lors de son premier essai du concours du meeting de Walnut, améliorant ainsi de sept centimètres la performance d'Owens datant de près d'un quart de siècle. Champion olympique quelques jours plus tard à Rome, et médaillé lors des deux éditions suivantes, Boston marque la discipline en égalant ou améliorant six records du monde durant sa carrière, et devient le premier homme à franchir la distance des 27 pieds (8,23 m). Triple champion d'Europe de la discipline dans les années 1960, le Soviétique Igor Ter-Ovanessian est l'un des rares athlètes à pouvoir concurrencer Boston. Auteur de deux records du monde, il demeure le premier sauteur en longueur européen à dépasser la limite des 8 mètres (8,04 m en 1960). 

#### La révolution Beamon
Le 18 octobre 1968, durant les Jeux olympiques de Mexico, l'Américain Bob Beamon révolutionne la discipline en réalisant, à son premier essai, la marque de 8,90 m, améliorant le record du monde de Ralph Boston et Igor Ter-Ovanessian de 55 centimètres. Beamon bénéficie de conditions exceptionnelles lors de sa performance, l'altitude élevée de la ville de Mexico (2 300 m), la piste d'élan en synthétique, ainsi qu'un vent favorable de 2 m/s.
Le record de Jesse Owens a tenu 25 ans 2 mois et 18 jours, celui de Bob Beamon a tenu 22 ans 10 mois et 12 jours, celui de Peter O'Connor 21 ans 11 mois 18 jours, l'actuel record de Mike Powell tient depuis 33 ans.
La distance gagnée en 90 ans entre le premier record de 7,61 m en 1901 et le dernier de 8,95 m en 1991 est 1,34 m.

#### Le règne de Carl Lewis (1983-1996)
Sa série de soixante-cinq victoires consécutives en dix ans de saut en longueur constitue l'une des performances les plus remarquables de l'histoire de l'athlétisme.
Avec quatre médailles d'or dans une même discipline de l'athlétisme (en l'occurrence le saut en longueur) sur quatre éditions consécutives des jeux olympiques (de 1984 à 1996), il égale le record d'Al Oerter réalisé au lancer du disque de 1956 à 1968. 
Carl Lewis est aussi le seul athlète à avoir remporté plus d'une fois le concours du saut en longueur aux jeux olympiques.

#### Les mythiques championnats du monde 1991
Le grand exploit de Mike Powell est d'avoir battu Carl Lewis en finale des championnats du monde à Tokyo en 1991, en même temps qu'il battait le mythique record de Bob Beamon, vieux de 23 ans, avec 8,95 m au 5e essai (et un vent favorable de 0,3 m/s). L'exploit est d'autant plus extraordinaire que Carl Lewis, invaincu depuis 1981, réalisa ce jour-là le meilleur concours de sa carrière. La moyenne de ses 5 sauts étant de 8,83 m : le meilleur à 8,91 au 3e essai mais le vent étant supérieur à 2 m/s, il ne pouvait être homologué comme nouveau record. Le nouveau record personnel de Lewis sera 8,87 m aussi au 5e essai. Probablement le plus extraordinaire concours de saut en longueur de l'histoire.

#### Les années Iván Pedroso (1997-2002)
Quatre fois champion du monde du saut en longueur, Iván Pedroso remporte aussi le titre olympique en 2000.

#### Les années Dwight Phillips (2004-2011)
L'athlète américain Dwight Phillips a été sacré champion olympique de la discipline en 2004 et a remporté quatre titres de champion du monde en 2003, 2005, 2009 et 2011. Avec un palmarès similaire à celui de Pedroso, il domine et règne sur le saut en longueur depuis 2004. Lors des Jeux de Pékin auxquels il ne participe pas, le Panaméen Irving Saladino s'impose.

### Femmes

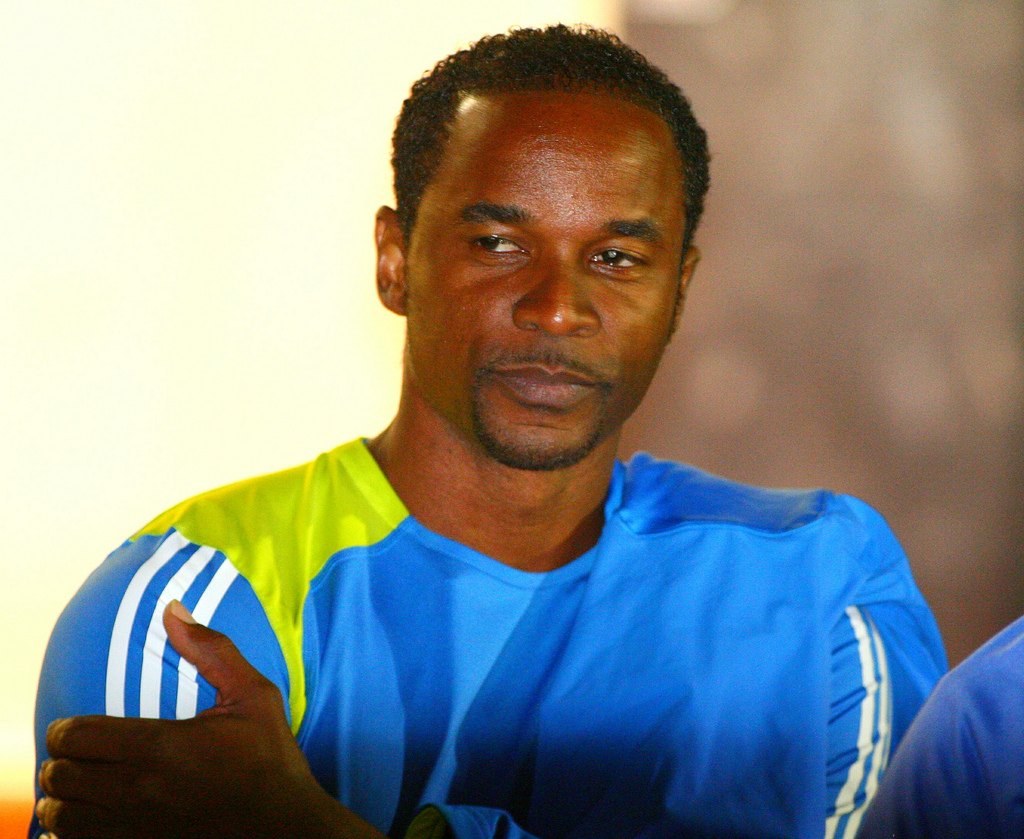
Le Cubain Iván Pedroso établit la meilleure performance mondiale de l'année au saut en longueur à quatre reprises, en 1995, 1997, 1999 et 2000.

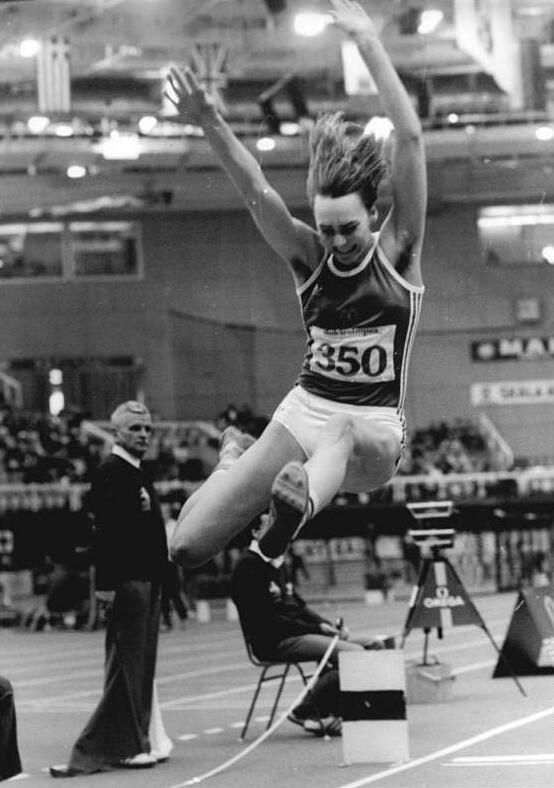
Heike Drechsler

#### 2001-2007: Tatyana Kotova et la domination russe
Quatre fois médaillée aux championnats du monde entre 2001 et 2007, Tatyana Kotova l'est à cinq reprises lors de ces mêmes championnats en salle entre 1999 et 2006 avec notamment trois titres remportés. Championne d'Europe en 2002, elle double médaillée de bronze aux JO à Sydney en 2000 puis Athènes en 2004.

## Records

### Records du monde
| Région       | Genre | Performance | Athlète            | Date            | Lieu      |
| En plein air | M     | 8,95 m      | Mike Powell        | 30 août 1991    | Tokyo     |
| En plein air | F     | 7,52 m      | Galina Chistyakova | 11 juin 1988    | Leningrad |
| En salle     | M     | 8,79 m      | Carl Lewis         | 27 janvier 1984 | New York  |
| En salle     | F     | 7,37 m      | Heike Drechsler    | 13 février 1988 | Vienne    |

### Records par compétition
| Compétition                    | Genre | Performance | Athlète              | Date              | Lieu     |
| Jeux olympiques                | M     | 8,90 m      | Bob Beamon           | 18 octobre 1968   | Mexico   |
| Jeux olympiques                | F     | 7,40 m      | Jackie Joyner-Kersee | 29 septembre 1988 | Séoul    |
| Championnats du monde          | M     | 8,95 m      | Mike Powell          | 30 août 1991      | Tokyo    |
| Championnats du monde          | F     | 7,36 m      | Jackie Joyner-Kersee | 4 septembre 1987  | Rome     |
| Championnats du monde en salle | M     | 8,62 m      | Iván Pedroso         | 7 mars 1999       | Maebashi |
| Championnats du monde en salle | F     | 7,23 m      | Brittney Reese       | 11 mars 2012      | Istanbul |

### Records continentaux
| Continent                    | Athlète                    | Performance | Vent (m/s) | Date            | Lieu                 |
| ---------------------------- | -------------------------- | ----------- | ---------- | --------------- | -------------------- |
| Afrique                      | Luvo Manyonga              | 8,65 m      | + 1,3      | 22 avril 2017   | Potchefstroom        |
| Asie                         | Mohamed Salim Al-Khuwalidi | 8,48 m      | + 0,6      | 2 juillet 2006  | Sotteville-lès-Rouen |
| Amérique du Nord et centrale | Mike Powell                | 8,95 m      | + 0,3      | 30 août 1991    | Tokyo                |
| Amérique du Sud              | Irving Saladino            | 8,73 m      | + 1,2      | 24 mai 2008     | Hengelo              |
| Europe                       | Robert Emmiyan             | 8,86 m      | + 1,9      | 22 mai 1987     | Tsakhkadzor          |
| Océanie                      | Mitchell Watt              | 8,54 m      | + 1,7      | 29 juillet 2011 | Stockholm            |

| Continent                    | Athlète              | Performance | Vent (m/s) | Date            | Lieu        |
| ---------------------------- | -------------------- | ----------- | ---------- | --------------- | ----------- |
| Afrique                      | Ese Brume            | 7,17 m      | + 2,0      | 29 mai 2021     | Chula Vista |
| Asie                         | Yao Weili            | 7,01 m      | + 1,4      | 5 juin 1993     | Jinan       |
| Amérique du Nord et centrale | Jackie Joyner-Kersee | 7,49 m      | + 1,3      | 22 mai 1994     | New York    |
| Amérique du Nord et centrale | Jackie Joyner-Kersee | 7,49 m      | + 1,7      | 31 juillet 1994 | Sestrières  |
| Amérique du Sud              | Maurren Maggi        | 7,26 m      | + 1,8      | 26 juin 1999    | Bogota      |
| Europe                       | Galina Chistyakova   | 7,52 m      | + 1,4      | 11 juin 1988    | Leningrad   |
| Océanie                      | Brooke Stratton      | 7,05 m      | + 2,0      | 12 mars 2016    | Perth       |

## Statistiques

### Meilleurs performeurs
| Marque | Marque | Vent (m/s) | Athlète         | Lieu         | Date       |
| ------ | ------ | ---------- | --------------- | ------------ | ---------- |
| 8,95 m |        | 0,3        | Mike Powell     | Tokyo        | 30/08/1991 |
| 8,90 m | A      | 2,0        | Bob Beamon      | Mexico       | 18/10/1968 |
| 8,87 m |        | +0,2       | Carl Lewis      | Tokyo        | 30/08/1991 |
| 8,86 m | A      | 1,9        | Robert Emmiyan  | Tsakhkadzor  | 22/05/1987 |
| 8,74 m |        | 1,4        | Larry Myricks   | Indianapolis | 18/07/1988 |
| 8,74 m | A      | 2,0        | Erick Walder    | El Paso      | 02/04/1994 |
| 8,74 m |        | -1.2       | Dwight Phillips | Eugene       | 07/06/2009 |
| 8,73 m |        | 1,2        | Irving Saladino | Hengelo      | 24/05/2008 |
| 8,71 m |        | 1,9        | Iván Pedroso    | Salamanque   | 18/07/1995 |
| 8,69 m |        | 0,5        | Tajay Gayle     | Doha         | 28/09/2019 |

| Marque | Vent (m/s) | Athlète              | Lieu           | Date       |
| ------ | ---------- | -------------------- | -------------- | ---------- |
| 7,52 m | 1,4        | Galina Chistyakova   | Léningrad      | 11/06/1988 |
| 7,49 m | 1,3        | Jackie Joyner-Kersee | New York       | 22/05/1994 |
| 7,48 m | 1,2        | Heike Drechsler      | Neubrandenburg | 09/07/1988 |
| 7,43 m | 1,4        | Anişoara Cuşmir      | Bucarest       | 04/06/1983 |
| 7,42 m | 2,0        | Tatyana Kotova       | Annecy         | 23/06/2002 |
| 7,39 m | 0,5        | Yelena Belevskaya    | Briansk        | 18/07/1987 |
| 7,37 m |            | Inessa Kravets       | Kiev           | 13/06/1992 |
| 7,33 m | 0,4        | Tatyana Lebedeva     | Toula          | 31/07/2004 |
| 7,31 m | 1,5        | Yelena Khlopotnova   | Alma Ata       | 12/09/1985 |
| 7,31 m | +1,9       | Marion Jones         | Eugene         | 31/05/1998 |
| 7,31 m | +1,7       | Brittney Reese       | Eugene         | 02/07/2016 |

### Meilleures performances
| Marque | Marque | Vent  | Athlète         | Lieu         | Date       |
| ------ | ------ | ----- | --------------- | ------------ | ---------- |
| 8,95 m |        | + 0,3 | Mike Powell     | Tokyo        | 30/08/1991 |
| 8,90 m | A      | + 2,0 | Bob Beamon      | Mexico       | 18/10/1968 |
| 8,87 m |        | - 0,2 | Carl Lewis      | Tokyo        | 30/08/1991 |
| 8,86 m | A      | + 1,9 | Robert Emmiyan  | Tsakhkadzor  | 22/05/1987 |
| 8,84 m |        | - 0,2 | Carl Lewis      | Tokyo        | 30/08/1991 |
| 8,79 m |        | + 1,9 | Carl Lewis      | Indianapolis | 19/06/1983 |
| 8,76 m |        | + 1,0 | Carl Lewis      | Indianapolis | 24/07/1982 |
| 8,76 m |        | + 0,8 | Carl Lewis      | Indianapolis | 18/07/1988 |
| 8,75 m |        | + 1,7 | Carl Lewis      | Indianapolis | 16/08/1987 |
| 8,74 m |        | + 1,4 | Larry Myricks   | Indianapolis | 18/07/1988 |
| 8,74 m | A      | + 2,0 | Erick Walder    | El Paso      | 02/04/1994 |
| 8,74 m |        | - 1,2 | Dwight Phillips | Eugene       | 07/06/2009 |
| 8,73 m |        | + 1,2 | Irving Saladino | Hengelo      | 24/05/2008 |
| 8,72 m |        | - 0,2 | Carl Lewis      | Séoul        | 26/09/1988 |
| 8,71 m |        | - 0,4 | Carl Lewis      | Los Angeles  | 13/05/1984 |
| 8,71 m |        | + 0,1 | Carl Lewis      | Los Angeles  | 19/06/1984 |
| 8,71 m |        | + 1,9 | Iván Pedroso    | Salamanque   | 18/07/1995 |
| 8,70 m |        | + 0,8 | Larry Myricks   | Houston      | 17/06/1989 |
| 8,70 m |        | + 0,7 | Mike Powell     | Salamanque   | 27/07/1993 |
| 8,70 m |        | + 1,6 | Iván Pedroso    | Göteborg     | 12/08/1995 |

| Marque | Vent   | Athlète         | Lieu     | Date       |
| ------ | ------ | --------------- | -------- | ---------- |
| 8,79 m | indoor | Carl Lewis      | New York | 27/01/1984 |
| 8,71 m | indoor | Sebastian Bayer | Turin    | 08/03/2009 |

| Marque | Vent      | Athlète                | Lieu       | Date       |
| ------ | --------- | ---------------------- | ---------- | ---------- |
| 8,99 m | + 4,4 A   | Mike Powell            | Sestrières | 21/07/1992 |
| 8,96 m | (+ 1,2) A | Iván Pedroso           | Sestrières | 29/07/1995 |
| 8,95 m | + 3,9 A   | Mike Powell            | Sestrières | 31/07/1994 |
| 8,92 m | + 3,3     | Juan Miguel Echevarría | La Havane  | 10/03/2019 |
| 8,91 m | + 2,9     | Carl Lewis             | Tokyo      | 30/08/1991 |
| 8,90 m | + 3,7     | Mike Powell            | Modesto    | 16/05/1992 |
| 8,89 m | + 2,4 A   | Iván Pedroso           | Sestrières | 29/07/1995 |
| 8,83 m | + 2,3     | Carl Lewis             | Tokyo      | 30/08/1991 |
| 8,83 m | + 2,1     | Juan Miguel Echevarría | Stockholm  | 10/06/2018 |
| 8,79 m | + 3,0     | Iván Pedroso           | La Havane  | 21/05/1992 |

| Marque | Marque | Vent (m/s) | Athlète              | Lieu            | Date       |
| ------ | ------ | ---------- | -------------------- | --------------- | ---------- |
| 7,52 m |        | 1,4        | Galina Chistyakova   | Léningrad       | 11/06/1988 |
| 7,49 m |        | 1,3        | Jackie Joyner-Kersee | New York        | 22/05/1994 |
| 7,49 m | A      | 1,7        | Jackie Joyner-Kersee | Sestrières      | 31/07/1994 |
| 7,48 m |        | 1,2        | Heike Drechsler      | Neubrandenbourg | 09/07/1988 |
| 7,48 m |        | 0,4        | Heike Drechsler      | Lausanne        | 08/07/1992 |
| 7,45 m |        | 0,9        | Heike Drechsler      | Tallinn         | 21/06/1986 |
| 7,45 m |        | 1,1        | Heike Drechsler      | Dresde          | 03/07/1986 |
| 7,45 m |        | 0,6        | Jackie Joyner-Kersee | Indianapolis    | 13/08/1986 |
| 7,45 m |        | 1,6        | Galina Chistyakova   | Budapest        | 12/08/1988 |
| 7,44 m |        | 1,1        | Heike Drechsler      | Berlin          | 22/09/1985 |
| 7,43 m |        | 1,4        | Anişoara Cuşmir      | Bucarest        | 04/06/1983 |
| 7,42 m |        | 2,0        | Tatyana Kotova       | Annecy          | 23/06/2002 |
| 7,40 m |        | 1,8        | Heike Drechsler      | Dresde          | 26/07/1984 |
| 7,40 m |        | 0,7        | Heike Drechsler      | Potsdam         | 21/08/1987 |
| 7,39 m |        | 0,5        | Yelena Belevskaya    | Briansk         | 18/07/1987 |
| 7,39 m |        |            | Jackie Joyner-Kersee | San Diego       | 25/06/1988 |
| 7,37 m | A      | 1,8        | Heike Drechsler      | Sestrières      | 31/07/1991 |
| 7,37 m |        |            | Inessa Kravets       | Kiev            | 13/06/1992 |

| Marque | Vent   | Athlète            | Lieu     | Date       |
| ------ | ------ | ------------------ | -------- | ---------- |
| 7,37 m | indoor | Heike Drechsler    | Vienne   | 13/02/1988 |
| 7,32 m | indoor | Heike Drechsler    | New York | 27/02/1987 |
| 7,30 m | indoor | Heike Drechsler    | Budapest | 05/03/1988 |
| 7,30 m | indoor | Galina Chistyakova | Lipetsk  | 28/01/1989 |

| Marque | Vent   | Athlète              | Lieu         | Date       |
| ------ | ------ | -------------------- | ------------ | ---------- |
| 7,63 m | +2,1 A | Heike Drechsler      | Sestrières   | 21/07/1992 |
| 7,45 m | +2,6   | Jackie Joyner-Kersee | Indianapolis | 23/07/1988 |
| 7,39 m | +2,6   | Heike Drechsler      | Padoue       | 15/09/1991 |
| 7,39 m | +2,9   | Heike Drechsler      | Séville      | 06/06/1992 |
| 7,39 m | +3,3 A | Heike Drechsler      | Sestrières   | 31/07/1994 |

### Meilleures performances mondiales de l'année
| Année | Marque | Athlète                             | Nationalité              | Lieu                    |
| ----- | ------ | ----------------------------------- | ------------------------ | ----------------------- |
| 1960  | 8,21 m | Ralph Boston                        | États-Unis               | Walnut                  |
| 1961  | 8,28 m | Ralph Boston                        | États-Unis               | Moscou                  |
| 1962  | 8,31 m | Igor Ter-Ovanesyan                  | Union soviétique         | Erevan                  |
| 1963  | 8,20 m | Ralph Boston                        | États-Unis               | Modesto                 |
| 1964  | 8,34 m | Ralph Boston                        | États-Unis               | Los Angeles             |
| 1965  | 8,35 m | Ralph Boston                        | États-Unis               | Modesto                 |
| 1966  | 8,23 m | Igor Ter-Ovanesyan                  | Union soviétique         | Leselidze               |
| 1967  | 8,35 m | Igor Ter-Ovanesyan                  | Union soviétique         | Mexico                  |
| 1968  | 8,90 m | Bob Beamon                          | États-Unis               | Mexico                  |
| 1969  | 8,21 m | Igor Ter-Ovanesyan Waldemar Stępień | Union soviétique Pologne | Odessa Chorzów          |
| 1970  | 8,35 m | Josef Schwarz                       | Allemagne de l'Ouest     | Stuttgart               |
| 1971  | 8,21 m | Norman Tate                         | États-Unis               | El Paso                 |
| 1972  | 8,23 m | Randy Williams                      | États-Unis               | Munich                  |
| 1973  | 8,24 m | James McAlister                     | États-Unis               | Westwood                |
| 1974  | 8,30 m | Arnie Robinson                      | États-Unis               | Modesto                 |
| 1975  | 8,45 m | Nenad Stekić                        | Yougoslavie              | Montréal                |
| 1976  | 8,35 m | Arnie Robinson                      | États-Unis               | Montréal                |
| 1977  | 8,27 m | Nenad Stekić                        | Yougoslavie              | Nova Gorica             |
| 1978  | 8,32 m | Nenad Stekić                        | Yougoslavie              | Rovereto                |
| 1979  | 8,52 m | Larry Myricks                       | États-Unis               | Montréal                |
| 1980  | 8,54 m | Lutz Dombrowski                     | Allemagne de l'Est       | Moscou                  |
| 1981  | 8,62 m | Carl Lewis                          | États-Unis               | Sacramento              |
| 1982  | 8,76 m | Carl Lewis                          | États-Unis               | Indianapolis            |
| 1983  | 8,79 m | Carl Lewis                          | États-Unis               | Indianapolis            |
| 1984  | 8,71 m | Carl Lewis                          | États-Unis               | Westwood                |
| 1985  | 8,62 m | Carl Lewis                          | États-Unis               | Bruxelles               |
| 1986  | 8,61 m | Robert Emmiyan                      | Union soviétique         | Moscou                  |
| 1987  | 8,86 m | Robert Emmiyan                      | Union soviétique         | Tsakhkadzor             |
| 1988  | 8,76 m | Carl Lewis                          | États-Unis               | Indianapolis            |
| 1989  | 8,70 m | Larry Myricks                       | États-Unis               | Houston                 |
| 1990  | 8,66 m | Mike Powell                         | États-Unis               | Villeneuve-d'Ascq       |
| 1991  | 8,95 m | Mike Powell                         | États-Unis               | Tokyo                   |
| 1992  | 8,68 m | Carl Lewis                          | États-Unis               | Barcelone               |
| 1993  | 8,70 m | Mike Powell                         | États-Unis               | Salamanque              |
| 1994  | 8,74 m | Erick Walder                        | États-Unis               | El Paso                 |
| 1995  | 8,71 m | Iván Pedroso                        | Cuba                     | Salamanque              |
| 1996  | 8,58 m | Erick Walder                        | États-Unis               | Springfield             |
| 1997  | 8,63 m | Iván Pedroso                        | Cuba                     | Padoue                  |
| 1998  | 8,60 m | James Beckford                      | Jamaïque                 | Bad Langensalza         |
| 1999  | 8,60 m | Iván Pedroso                        | Cuba                     | Padoue                  |
| 2000  | 8,65 m | Iván Pedroso                        | Cuba                     | Iéna                    |
| 2001  | 8,41 m | James Beckford                      | Jamaïque                 | Turin                   |
| 2002  | 8,52 m | Savanté Stringfellow                | États-Unis               | Palo Alto               |
| 2003  | 8,53 m | Yago Lamela                         | Espagne                  | Castellón de la Plana   |
| 2004  | 8,60 m | Dwight Phillips                     | États-Unis               | Linz                    |
| 2005  | 8,60 m | Dwight Phillips                     | États-Unis               | Helsinki                |
| 2006  | 8,56 m | Irving Saladino                     | Panama                   | Rio de Janeiro          |
| 2007  | 8,66 m | Louis Tsatoumas                     | Grèce                    | Kalamata                |
| 2008  | 8,73 m | Irving Saladino                     | Panama                   | Hengelo                 |
| 2009  | 8,74 m | Dwight Phillips                     | États-Unis               | Eugene                  |
| 2010  | 8,47 m | Christian Reif                      | Allemagne                | Barcelone               |
| 2011  | 8,54 m | Mitchell Watt                       | Australie                | Stockholm               |
| 2012  | 8,35 m | Greg Rutherford Sergey Morgunov     | Royaume-Uni Russie       | Chula Vista Tcheboksary |
| 2013  | 8,56 m | Aleksandr Menkov                    | Russie                   | Moscou                  |
| 2014  | 8,51 m | Greg Rutherford                     | Royaume-Uni              | Chula Vista             |
| 2015  | 8,52 m | Jeff Henderson                      | États-Unis               | Toronto                 |
| 2016  | 8,58 m | Jarrion Lawson                      | États-Unis               | Eugene                  |
| 2017  | 8,65 m | Luvo Manyonga                       | Afrique du Sud           | Potchefstroom           |
| 2018  | 8,68 m | Juan Miguel Echevarría              | Cuba                     | Bad Langensalza         |
| 2019  | 8,69 m | Tajay Gayle                         | Jamaïque                 | Doha                    |
| 2020  | 8,41 m | Juan Miguel Echevarría              | Cuba                     | Madrid                  |
| 2021  | 8,60 m | Miltiádis Tedóglou                  | Grèce                    | Kallithéa               |
| 2022  | 8,55 m | Miltiádis Tedóglou                  | Grèce                    | Belgrade                |
| 2023  | 8,54 m | Wayne Pinnock                       | Jamaïque                 | Budapest                |

| Année | Marque | Athlète                 | Nationalité          | Lieu             |
| ----- | ------ | ----------------------- | -------------------- | ---------------- |
| 1960  | 6,40 m | Hildrun Claus           | Allemagne de l'Est   | Erfurt           |
| 1961  | 6,48 m | Tatyana Shchelkanova    | Union soviétique     | Moscou           |
| 1962  | 6,62 m | Tatyana Shchelkanova    | Union soviétique     | Bruxelles        |
| 1963  | 6,60 m | Tatyana Shchelkanova    | Union soviétique     | Kurayoshi        |
| 1964  | 6,76 m | Mary Rand               | Royaume-Uni          | Tokyo            |
| 1965  | 6,71 m | Tatyana Shchelkanova    | Union soviétique     | Kiev             |
| 1966  | 6,73 m | Tatyana Shchelkanova    | Union soviétique     | Dnepropetrovsk   |
| 1967  | 6,63 m | Ingrid Becker           | Allemagne de l'Ouest | Kiev             |
| 1968  | 6,82 m | Viorica Viscopoleanu    | Roumanie             | Mexico           |
| 1969  | 6,64 m | Heide Rosendahl         | Allemagne de l'Ouest | Leverkusen       |
| 1970  | 6,84 m | Heide Rosendahl         | Allemagne de l'Ouest | Turin            |
| 1971  | 6,81 m | Margrit Herbst          | Allemagne de l'Est   | Leipzig          |
| 1972  | 6,78 m | Heide Rosendahl         | Allemagne de l'Ouest | Munich           |
| 1973  | 6,76 m | Angela Schmalfeld       | Allemagne de l'Est   | Dresde           |
| 1974  | 6,77 m | Angela Schmalfeld       | Allemagne de l'Est   | Berlin           |
| 1975  | 6,76 m | Lidiya Alfeyeva         | Union soviétique     | Nice             |
| 1976  | 6,99 m | Siegrun Siegl           | Allemagne de l'Est   | Dresde           |
| 1977  | 6,82 m | Vilma Bardauskienė      | Union soviétique     | Krasnodar        |
| 1978  | 7,09 m | Vilma Bardauskienė      | Union soviétique     | Prague           |
| 1979  | 6,90 m | Brigitte Wujak          | Allemagne de l'Est   | Potsdam          |
| 1980  | 7,06 m | Tatyana Kolpakova       | Union soviétique     | Moscou           |
| 1981  | 6,96 m | Jodi Anderson           | États-Unis           | Colorado Springs |
| 1982  | 7,20 m | Valy Ionescu            | Roumanie             | Bucarest         |
| 1983  | 7,43 m | Anișoara Cușmir-Stanciu | Roumanie             | Bucarest         |
| 1984  | 7,40 m | Heike Drechsler         | Allemagne de l'Est   | Dresde           |
| 1985  | 7,44 m | Heike Drechsler         | Allemagne de l'Est   | Berlin           |
| 1986  | 7,45 m | Heike Drechsler         | Allemagne de l'Est   | Tallinn          |
| 1987  | 7,45 m | Jackie Joyner-Kersee    | États-Unis           | Indianapolis     |
| 1988  | 7,52 m | Galina Chistyakova      | Union soviétique     | Léningrad        |
| 1989  | 7,24 m | Galina Chistyakova      | Union soviétique     | Volgograd        |
| 1990  | 7,35 m | Galina Chistyakova      | Union soviétique     | Bratislava       |
| 1991  | 7,37 m | Heike Drechsler         | Allemagne            | Sestrière        |
| 1992  | 7,48 m | Heike Drechsler         | Allemagne            | Lausanne         |
| 1993  | 7,21 m | Heike Drechsler         | Allemagne            | Zurich           |
| 1994  | 7,49 m | Jackie Joyner-Kersee    | États-Unis           | New York         |
| 1995  | 7,07 m | Heike Drechsler         | Allemagne            | Linz             |
| 1996  | 7,12 m | Chioma Ajunwa           | Nigeria              | Atlanta          |
| 1997  | 7,05 m | Lyudmila Galkina        | Russie               | Athènes          |
| 1998  | 7,31 m | Marion Jones            | États-Unis           | Eugene           |
| 1999  | 7,26 m | Maurren Maggi           | Brésil               | Bogota           |
| 2000  | 7,09 m | Fiona May               | Italie               | Rio de Janeiro   |
| 2001  | 7,12 m | Tatyana Kotova          | Russie               | Turin            |
| 2002  | 7,42 m | Tatyana Kotova          | Russie               | Annecy           |
| 2003  | 7,06 m | Maurren Maggi           | Brésil               | Milan            |
| 2004  | 7,33 m | Tatyana Lebedeva        | Russie               | Toula            |
| 2005  | 7,04 m | Irina Simagina          | Russie               | Sotchi           |
| 2006  | 7,12 m | Tatyana Kotova          | Russie               | Novossibirsk     |
| 2007  | 7,21 m | Lyudmila Kolchanova     | Russie               | Sotchi           |
| 2008  | 7,12 m | Naide Gomes             | Portugal             | Monaco           |
| 2009  | 7,10 m | Brittney Reese          | États-Unis           | Berlin           |
| 2010  | 7,13 m | Olga Kucherenko         | Russie               | Sotchi           |
| 2011  | 7,19 m | Brittney Reese          | États-Unis           | Berlin           |
| 2012  | 7,15 m | Brittney Reese          | États-Unis           | Eugene           |
| 2013  | 7,25 m | Brittney Reese          | États-Unis           | Doha             |
| 2014  | 7,02 m | Tianna Bartoletta       | États-Unis           | Oslo             |
| 2015  | 7,14 m | Tianna Bartoletta       | États-Unis           | Pékin            |
| 2016  | 7,31 m | Brittney Reese          | États-Unis           | Eugene           |
| 2017  | 7,13 m | Brittney Reese          | États-Unis           | Chula Vista      |
| 2018  | 7,05 m | Lorraine Ugen           | Royaume-Uni          | Birmingham       |
| 2019  | 7,30 m | Malaika Mihambo         | Allemagne            | Doha             |
| 2020  | 7,07 m | Malaika Mihambo         | Allemagne            | Dessau           |
| 2021  | 7,17 m | Ese Brume               | Nigeria              | Chula Vista      |
| 2022  | 7,13 m | Brooke Buschkuehl       | Australie            | Chula Vista      |
| 2023  | 7,14 m | Ivana Vuleta            | Serbie               | Budapest         |

## Palmarès olympique et mondial
| Compétition   | Homme              | Femme                   |
| ------------- | ------------------ | ----------------------- |
| Jeux 1896     | Ellery Clark       |                         |
| Jeux 1900     | Alvin Kraenzlein   |                         |
| Jeux 1904     | Meyer Prinstein    |                         |
| Jeux 1908     | Frank Irons        |                         |
| Jeux 1912     | Albert Gutterson   |                         |
| Jeux 1920     | William Pettersson |                         |
| Jeux 1924     | DeHart Hubbard     |                         |
| Jeux 1928     | Ed Hamm            |                         |
| Jeux 1932     | Ed Gordon          |                         |
| Jeux 1936     | Jesse Owens        |                         |
| Jeux 1948     | Willie Steele      | Olga Gyarmati           |
| Jeux 1952     | Jerome Biffle      | Yvette Williams         |
| Jeux 1956     | Greg Bell          | Elzbieta Krzesinska     |
| Jeux 1960     | Ralph Boston       | Vera Krepkina           |
| Jeux 1964     | Lynn Davies        | Mary Rand               |
| Jeux 1968     | Bob Beamon         | Viorica Viscopoleanu    |
| Jeux 1972     | Randy Williams     | Heide Rosendahl         |
| Jeux 1976     | Arnie Robinson     | Angela Voigt            |
| Jeux 1980     | Lutz Dombrowski    | Tatyana Kolpakova       |
| Mondiaux 1983 | Carl Lewis         | Heike Drechsler         |
| Jeux 1984     | Carl Lewis         | Anisoara Cusmir-Stanciu |
| Mondiaux 1987 | Carl Lewis         | Jackie Joyner-Kersee    |
| Jeux 1988     | Carl Lewis         | Jackie Joyner-Kersee    |
| Mondiaux 1991 | Mike Powell        | Jackie Joyner-Kersee    |
| Jeux 1992     | Carl Lewis         | Heike Drechsler         |
| Mondiaux 1993 | Mike Powell        | Heike Drechsler         |
| Mondiaux 1995 | Iván Pedroso       | Fiona May               |
| Jeux 1996     | Carl Lewis         | Chioma Ajunwa           |
| Mondiaux 1997 | Iván Pedroso       | Lyudmila Galkina        |
| Mondiaux 1999 | Iván Pedroso       | Niurka Montalvo         |
| Jeux 2000     | Iván Pedroso       | Heike Drechsler         |
| Mondiaux 2001 | Iván Pedroso       | Fiona May               |
| Mondiaux 2003 | Dwight Phillips    | Eunice Barber           |
| Jeux 2004     | Dwight Phillips    | Tatyana Lebedeva        |
| Mondiaux 2005 | Dwight Phillips    | Tianna Madison          |
| Mondiaux 2007 | Irving Saladino    | Tatyana Lebedeva        |
| Jeux 2008     | Irving Saladino    | Maurren Higa Maggi      |
| Mondiaux 2009 | Dwight Phillips    | Brittney Reese          |
| Mondiaux 2011 | Dwight Phillips    | Brittney Reese          |
| Jeux 2012     | Greg Rutherford    | Brittney Reese          |
| Mondiaux 2013 | Aleksandr Menkov   | Brittney Reese          |
| Mondiaux 2015 | Greg Rutherford    | Tianna Bartoletta       |
| Jeux 2016     | Jeff Henderson     | Tianna Bartoletta       |
| Mondiaux 2017 | Luvo Manyonga      | Brittney Reese          |
| Mondiaux 2019 | Tajay Gayle        | Malaika Mihambo         |
| Jeux 2020     | Miltiádis Tedóglou | Malaika Mihambo         |
| Mondiaux 2022 | Wang Jianan        | Malaika Mihambo         |
| Mondiaux 2023 | Miltiádis Tedóglou | Ivana Vuleta            |